# Sindlingen (Frankfurt nad Menem)
Sindlingen, Frankfurt-Sindlingen – 38. dzielnica (Stadtteil) miasta Frankfurt nad Menem, w Niemczech, w kraju związkowym Hesja. Należy do okręgu administracyjnego West.
W dzielnicy znajduje się przystanek kolejowy Frankfurt-Sindlingen.